# Девятисегментный индикатор
Девятисегментный индикатор — устройство отображения цифровой и буквенной информации. Это альтернатива более простого семисегментного индикатора, имеющая два дополнительных диагональных или вертикальных сегмента между верхним, средним и нижним горизонтальными сегментами.
Сегодня 9-сегментные цифры применяются для написания почтового индекса на конвертах.

Демонстрация цифр на девятисегментном индикаторе.

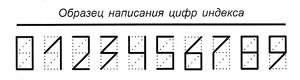
Представление цифр почтового индекса в кодовом штампе на почтовом конверте СССР и России

В некоторых советских электронных калькуляторах 1970-х годов, таких как «Электроника» 4-71б , Электроника С2 и 15ВСМ5, 9-сегментные индикаторы использовались для вывода цифр.
В болгарском микрокалькуляторе "Elka 50m" индикаторы стоят девятисегментные, однако, дополнительные сегменты не задействованы, и они используются как семисегментные.